# Liste der Monuments historiques in Jonchery
Die Liste der Monuments historiques in Jonchery führt die Monuments historiques in der französischen Gemeinde Jonchery auf.

## Liste der Objekte
| Bezeichnung | Beschreibung                           | Standort                                   | Kennzeichnung | Schutzstatus | Datum | Bild |
| ----------- | -------------------------------------- | ------------------------------------------ | ------------- | ------------ | ----- | ---- |
| Pietà       | Stein, farbig gefasst, 16. Jahrhundert | Sarcicourt, in der Kirche St-Martin (Lage) | PM52000643    | Classé       | 1964  |      |